# Пьер, Эрон
Эрон Джордан Пьер (англ. Aaron Jordan Pierre; 17 февраля 1993, Лондон, Великобритания) — гренадский футболист, защитник английского клуба «Шрусбери Таун» и сборной Гренады.

## Биография

### Клубная карьера
Начинал заниматься футболом в академии лондонского «Фулхэма». В 2011 году перешёл в молодёжную команду «Брентфорда». На профессиональном уровне дебютировал 4 декабря 2012 года в матче за Трофей Английской футбольной лиги с клубом «Саутенд Юнайтед», в котором вышел на замену после перерыва вместо Джейка Бидвелла. В конце 2013 года был отдан в аренду в клуб Национальной лиги «Кембридж Юнайтед», единственный матч за который провёл в кубковом матче за Трофей Футбольной ассоциации. В феврале 2014 года вновь был отдан в аренду в клуб Лиги 2 «Уиком Уондерерс», за который провёл 8 матчей и забил 1 гол. После окончания аренды, подписал с клубом полноценный контракт. В составе «Уиком Уондерерс» провёл три сезона, будучи твёрдым игроком основы. В 2017 году перешёл в клуб Лиги 1 «Нортгемптон Таун», но по итогам сезона вылетел с командой в Лигу 2. Летом 2019 года подписал контракт с «Шрусбери Таун».

### Карьера в сборной
Дебютировал за сборную Гренады в сентябре 2015 года, отыграв два полных матча против сборной Гаити в рамках третьего отборочного раунда Чемпионата мира 2018. По сумме двух матчей Гренада уступила со счётом 1:6 и завершила борьбу за выход на чемпионат мира.